# Jeff Madsen
Jeff Madsen, född 7 juni 1985 i Santa Monica, Kalifornien, är en amerikansk pokerspelare. Han är den näst yngste att vinna ett armband i World Series of Poker, något han gjort två gånger år 2006. Samma år kom han även på tredje plats i två WSOP-turneringar. Dessa fyra finalbordsplaceringar gjorde att han blev utnämnd till Player of the year under WSoP 2006. Därefter har han bland annat kommit till ett finalbord under WSOP 2008 och vunnit en L.A. Poker Classic-turnering. I januari 2010 vann han även Borgata Winter Open. Hans turneringsvinster överstiger $3,1 miljoner.